# 両国ピーターパン2011〜二度あることは三度ある〜
『両国ピーターパン2011〜二度あることは三度ある〜』（りょうごくピーターパンにせんじゅういち〜にどあることはさんどある〜）は、日本のプロレス団体DDTプロレスリングによる、両国国技館で行われた興行である。

## 概要
- 2010年、2度目の両国国技館大会にて次期大会開催を発表。
- 過去の大会同様、ダーク・マッチは国技館側との交渉を経て特例として国技館全域を使って行われた。そのため観客のほとんどが試合を追いきれないため、会場内のモニターにその模様が中継された。
- 肛門爆破は事前に投票による選挙で選ばれ、去年に引き続き中澤マイケルの肛門爆破がオープニングセレモニーとして行われた。起爆は国内引退をしたディック東郷がバズーカ砲によって行った。
- 全試合終了後、翌年の大会は日本武道館での開催を発表。今回も選手を除く一部の関係者しか知らされていなかった。

## 全試合結果
| ダークマッチ 大中華統一中原タッグ選手権試合 |                                                               |                                                                 |
| ●ザ・グレート・サスケ リッキー・フジ （王者組） | 21分3秒 シットダウンひまわりボム                              | 高木三四郎○ 澤宗紀 （挑戦者）                                   |
| 王者組が防衛に失敗。変態★大社長が王者組となる。 |                                                               |                                                                 |
| 第1試合 次世代ドラマチックファイト |                                                               |                                                                 |
| ○石井慧介 | 9分25秒 ニールキック                                          | 入江茂弘●                                                       |
| 第2試合 アイアンマンランブル |                                                               |                                                                 |
| ○アントーニオ本多 （挑戦者） | 21分46秒 卍固め                                               | 佐々木大輔● （第869代王者）                                     |
| [退場順]ゴージャス松野、美月凛音、大石真翔、チェリー、愛川ゆず季、ヨシヒコ、タノムサク鳥羽、泉州力、DJニラ、星誕期、ミスター6号、菊地毅、さくらえみ、佐々木大輔 |                                                               |                                                                 |
| ○ゴージャス松野 （挑戦者） | 16時49分 花道にて ゴージャス☆スクールボーイ                   | アントーニオ本多● （第870代王者）                               |
| ゴージャス松野が第871代王者となる |                                                               |                                                                 |
| 第3試合 スペシャルシングルマッチ |                                                               |                                                                 |
| ○MIKAMI | 8分41秒 ヴォルカニックボム                                    | ポイズン澤田JULIE●                                              |
| 第4試合 KO-Dタッグ選手権試合 4WAYタッグ |                                                               |                                                                 |
| ○中澤マイケル ケニー・オメガ （挑戦者） | 13分15秒 オメガのクロイツ・ラスからのジャックナイフ式エビ固め | GENTARO ヤス・ウラノ● （挑戦者）                                |
| マサ高梨 ○関本大介 （挑戦者） | 16分37秒 ぶっこ抜きジャーマンスープレックスホールド           | 中澤マイケル● ケニー・オメガ （挑戦者）                         |
| ○マサ高梨 関本大介 （挑戦者） | 23分31秒 雪崩式タカタニック                                   | HARASHIMA HERO!● （王者組）                                     |
| マサ・関本組が王者となる |                                                               |                                                                 |
| 第5試合 サマーナイトフィーバーin両国 5対5イリミネーションマッチ                                                                                                 |                                                               |                                                                 |
| 高木三四郎 佐藤光留 ○高尾蒼馬 平田一喜 彰人 | 24分20秒 ダインビングギロチンドロップ                         | 矢郷良明 松永智充● スーパー・シット・マシン 大家拳號 鈴木みのる |
| ●彰人 | 4分43秒 殺人コブラツイスト                                    | 矢郷○                                                           |
| ○平田 | 7分10秒 横入り式回転エビ固め                                  | マシン●                                                         |
| ●平田 | 7分46秒 バックドロップ                                        | 松永○                                                           |
| ○佐藤 | 12分40秒 OTR                                                  | 矢郷●                                                           |
| ●佐藤 | 14分36秒 ゴッチ式パイルドライバー                             | みのる○                                                         |
| ▲高木 | 18分20秒 OTR                                                  | みのる▲                                                         |
| ○高尾 | 20分13秒 OTR                                                  | 大家●                                                           |
| 第6試合 IWGPJr.ヘビー級選手権試合 |                                                               |                                                                 |
| ○飯伏幸太 （王者） | 13分50秒 フェニックス・スプラッシュ                           | プリンス・デヴィット● （挑戦者）                                |
| 飯伏が初防衛に成功 |                                                               |                                                                 |
| 第7試合 スペシャルシングルマッチ 3分30R |                                                               |                                                                 |
| ○男色ディーノ | 3R 2分58秒 ゲイ道クラッチ                                     | ボブ・サップ●                                                   |
| メインイベント KO-D無差別級選手権試合 無制限一本勝負 |                                                               |                                                                 |
| ●石川修司 （第36代王者） | 27分24秒 ダイビングダブルニードロップ                         | KUDO○ （挑戦者）                                                |
| 第36代王者が防衛に失敗、KUDOが第37代王者に認定される。 |                                                               |                                                                 |